# 热赞维尔
热赞维尔（法語：Jezainville，法語發音：[ʒəzɛ̃vil]）是法国默尔特-摩泽尔省的一个市镇，属于南锡区。

## 地理
热赞维尔（48°52'15"N, 6°2'28"E）面积18.19 平方千米，位于法国大東部大區默尔特-摩泽尔省，该省份为法国东北部内陆省份，是洛林的一部分，北邻比利时、卢森堡，北起顺时针与摩泽尔省、下莱茵省、孚日省和默兹省接壤。
与热赞维尔接壤的市镇（或旧市镇、城区）包括：蓬塔穆松、布莱诺莱蓬塔穆松、迪约卢阿尔、热宗库尔、格里斯库尔、马尔坦库尔、蒙托维尔。

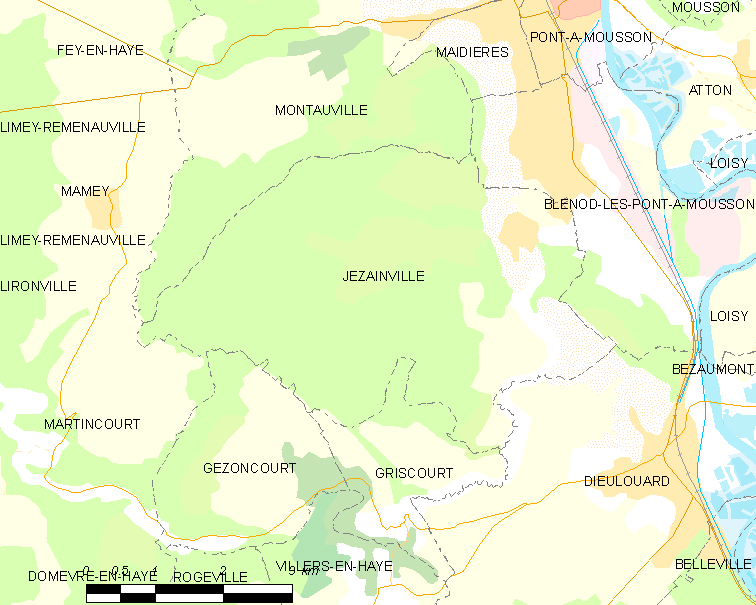
热赞维尔的OSM定位图

热赞维尔的时区为UTC+01:00、UTC+02:00（夏令时）。

## 行政
热赞维尔的邮政编码为54700，INSEE市镇编码为54279。

## 政治
热赞维尔所属的省级选区为蓬塔穆松县。

## 人口

1962-2008年间热赞维尔人口变化图示

热赞维尔于2022年1月1日时的人口数量为1016人。